# Emil Thulin
Emil August Thulin, född den 20 november 1870 i Simrishamn, död den 23 juli 1961 i Ingelstorps församling, Kristianstads län, var en svensk präst. Han var far till Anna Thulin.
Thulin avlade studentexamen i Lund 1888, filosofie kandidatexamen där 1893, efter studier vid Berlins universitet 1894 teoretisk teologisk examen vid Lunds universitet 1895 och praktisk teologisk examen 1896. Han prästvigdes för Lunds stift sistnämnda år och var därefter pastorsadjunkt i Silvåkra. Thulin genomförde provår 1896–1897, var extra lärare vid högre allmänna läroverket i Helsingborg och vid Ebba Lundbergs högre läroverk för flickor i samma stad 1897–1901, seminarieadjunkt i Lund 1901–1906, rektor vid seminariet 1905–1906, inspektor för småskoleseminariet i Lund 1906–1907, konsistorieamanuens 1905–1907 och kyrkoherde i Södra Mellby och Vitaby församlingar 1907–1910. Han blev kyrkoherde i Ingelstorps och Valleberga församlingar 1910 och kontraktsprost i Ingelstads kontrakt samma år. Thulin var därjämte folkskoleinspektör i Sydskånes östra inspektionsområde 1909–1914 och inspektor för Tomelilla samrealskola från 1911 samt lasarettspredikant i Simrishamn 1923–1947. Han var som representant för prästerskapet i Lunds stift ledamot av kyrkomötena 1929, 1932, 1934 och 1936, ledamot av och vice ordförande i direktionen för Skånska prästerskapets byggnadskassa från 1936 och ledamot av stiftsrådet i Lund från 1930. Thulin blev aldrig emeritus utan dog på sin post vid nittio års ålder. Han författade bidrag till samlingsverken Från gamla skånska hem (1926) och Från skånska städer för ett par mansåldrar sedan (1932). Thulin blev ledamot av Nordstjärneorden 1921 och kommendör av Vasaorden 1952. Han vilar på Ingelstorps kyrkogård.